# Cirsium brachycephalum
Cirsium brachycephalum là một loài thực vật có hoa trong họ Cúc. Loài này được Jur. mô tả khoa học đầu tiên năm 1857.